# Spodoptera speciosa
Spodoptera speciosa är en fjärilsart som beskrevs av Rothschild 1920. Spodoptera speciosa ingår i släktet Spodoptera och familjen nattflyn. Inga underarter finns listade i Catalogue of Life.